# 野部利雄
野部 利雄（1957年1月18日—），日本漫畫家。栃木縣宇都宮市出身。代表作是《擂台戀曲》。作品多為拳擊漫畫。由於畫風多有殺必死，而時有出現女性角色於浴室或裸露的畫面，終使《擂台一片天IIALAS ~ 光輝之翼 ~》的台灣版第8集開始的封面出現18禁標章。

## 作品
- 擂台戀曲、全48冊（東立版）、舊版書名《巫女招親》、原名《のぞみウィッチィズ（日语：のぞみウィッチィズ）》、1990年電影化、OVA化。（拳擊漫畫）
- 原名、全20冊
- 原名、全11冊
- 妖精大戰、全9冊（東立版）、原名
- 原名、全8冊
- 擂台一片天（東立版）；《擊情的天空》（正文社版）、原名（全22冊，拳擊漫畫）
- 擂台一片天IIALAS ~ 光輝之翼 ~、（東立版）；《擊情的天空2 ALAS～光輝之翼～》（正文社版）、原名（拳擊漫畫，全11冊）
- 原名、全1冊
- 原名、全2冊
- 穿越時空、全3冊、原名
- 超速直球、全2冊、原名

## 助手
- 中原裕
- 椎名高志
- モリ淳史
- 浦沢直樹
- 矢野健太郎（1980年6月～1981年4月）
- 山内繁利

## 外部連結
- （日語）